# Związek Akademików Polaków w Niemczech
Związek Akademików Polaków w Niemczech – organizacja polskich studentów działająca w Niemczech od 16 II 1935 do 1939 r. Powstał na drodze zjednoczenia polskich organizacji studenckich w Niemczech: "Polonii" i Związku Akademickiego "Piast" oraz znacznej części Silesia Superior. Założycielem Związku był wrocławski student prawa Jan Wardzyński.